# Denis Lemieux
Pour l'avocat, voir Denis Lemieux (avocat).
Denis Lemieux (né vers 1964) est un ingénieur et homme politique canadien. Il est député libéral de la circonscription de Chicoutimi—Le Fjord à la Chambre des communes du Canada d'octobre 2015 à novembre 2017.

## Biographie
Denis Lemieux est né à Chicoutimi et a toujours vécu dans la région du Saguenay. Il a obtenu un diplôme d'ingénierie de l'Université du Québec à Chicoutimi. Il a occupé des postes de gestion chez des entrepreneurs, dont Canmec, et a fondé son entreprise, Hydralfor, qu'il a dirigée jusqu'en 2011. Il est également pilote d'avion pour ses loisirs.

### Carrière politique
Lors des élections fédérales d'octobre 2015, Denis Lemieux est élu dans Chicoutimi—Le Fjord avec 31 % des voix.
En avril 2016, il fait le buzz en se renversant un sac de lait en poudre sur la tête en solidarité avec les producteurs de lait de sa région, lourdement impactés par l'import de lait diafiltré par Parmalat (Lactalis).
Le 6 novembre 2017, Denis Lemieux démissionne de son poste de député du comté Chicoutimi-Le-Fjord pour des raisons familiales.
Il fait un retour en 2025 comme candidat dans Lac-Saint-Jean.

### Résultats électoraux
|       | Candidat             | Parti          | # de voix | % des voix |
|       | Caroline Ste-Marie   | Conservateur   | +07 270,  | 16,6 %     |
|       | Élise Gauthier       | Bloc québécois | +08 990,  | 20,52 %    |
|       | Denis Lemieux        | Libéral        | +13 619,  | 31,09 %    |
|       | (sortant) Dany Morin | NPD            | +13 019,  | 29,72 %    |
|       | Dany St-Gelais       | Vert           | +00907,   | 2,07 %     |
| Total | Total                | Total          | 43 805    | 100 %      |